# Eutorna annosa
Eutorna annosa är en fjärilsart som beskrevs av Edward Meyrick 1936. Eutorna annosa ingår i släktet Eutorna och familjen plattmalar. Inga underarter finns listade i Catalogue of Life.